# Noragugume
Noragugume é uma comuna italiana da região da Sardenha, província de Nuoro, com cerca de 378 habitantes. Estende-se por uma área de 26 km², tendo uma densidade populacional de 15 hab/km². Faz fronteira com Bolotana, Dualchi, Ottana, Sedilo (OR), Silanus.

## Demografia
| Variação demográfica do município entre 1861 e 2011                               |
|                                                                                   |
| Fonte: Istituto Nazionale di Statistica (ISTAT) - Elaboração gráfica da Wikipedia |